# Guatteria costaricencis
Guatteria costaricencis este o specie de plante angiosperme din genul Guatteria, familia Annonaceae, descrisă de Robert Elias Fries. Conține o singură subspecie: G. c. endresii.